# Liste der Biografien/Belm
Liste der Biografien |
Portal Biografien |
Personensuche
# |
A |
B |
C |
D |
E |
F |
G |
H |
I |
J |
K |
L |
M |
N |
O |
P |
Q |
R |
S |
T |
U |
V |
W |
X |
Y |
Z |
?
 
Ba |
Be |
Bd |
Bg |
Bh |
Bi |
Bj |
Bl |
Bm |
Bn |
Bo |
Br |
Bs |
Bu |
Bw |
By |
Bz
 
Bea–Beb |
Bec |
Bed |
Bee |
Bef |
Beg |
Beh |
Bei |
Bej |
Bek |
Bel |
Bem |
Ben |
Beo |
Bep |
Beq |
Ber |
Bes |
Bet |
Beu |
Bev |
Bew |
Bex |
Bey |
Bez
 
Bela |
Belb |
Belc |
Beld |
Bele |
Belf |
Belg |
Belh |
Beli |
Belj |
Belk |
Bell |
Belm |
Beln |
Belo |
Belp |
Belq |
Belr |
Bels |
Belt |
Belu |
Belv |
Belw |
Bely |
Belz
Die Liste der Biografien führt alle Personen auf, die in der deutschsprachigen Wikipedia einen Artikel haben. Dieses ist eine Teilliste mit 42 Einträgen von Personen, deren Namen mit den Buchstaben „Belm“ beginnt.

## Belm

### Belma
- Belmahdi, Taieb, katarischer Manager
- Belmaleeh, Ragaa (1962–2007), marokkanische Sängerin

### Belme
- Belmer, Johannes Daniël (1827–1909), niederländischer Maler

### Belmo
- Belmokh, Nesrine (* 1982), französische Cellistin und Sängerin
- Belmokhtar, Abdelkader (* 1987), algerischer Radrennfahrer
- Belmokhtar, Mokhtar, algerischer Terrorist
- Belmondo, Alain (* 1931), französischer Filmproduzent
- Belmondo, Jean-Paul (1933–2021), französischer Film- und TheaterschauspielerJean-Paul Belmondo (1933–2021)

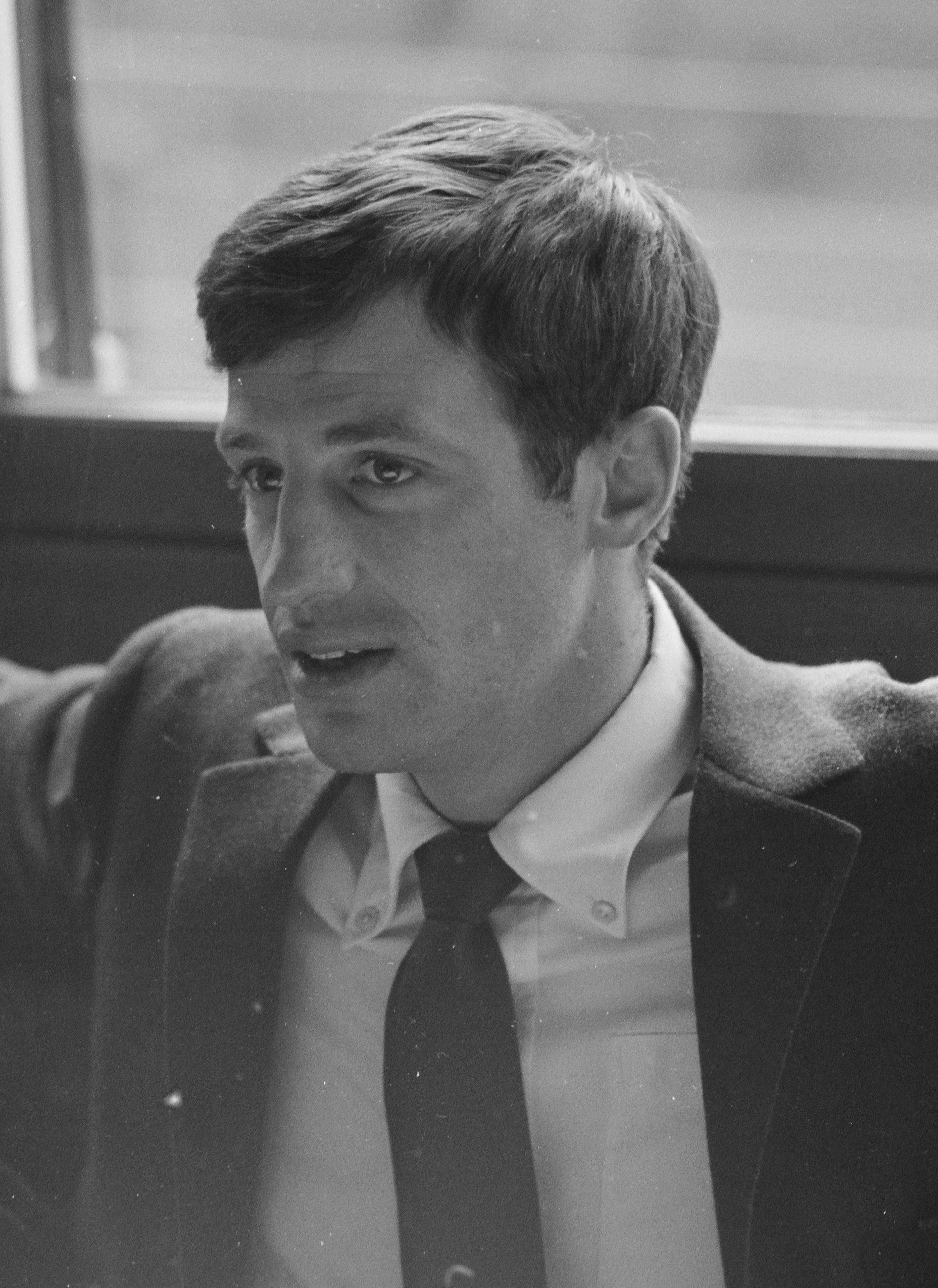
Jean-Paul Belmondo (1933–2021)

- Belmondo, Lionel (* 1963), französischer Jazz-Saxophonist, Klarinettist und Flötist
- Belmondo, Paul (1898–1982), französischer Bildhauer
- Belmondo, Paul (* 1963), französischer Automobilrennfahrer
- Belmondo, Stefania (* 1969), italienische Skilangläuferin
- Belmondo, Stéphane (* 1967), französischer Jazz-Trompeter
- Belmondo, Victor (* 1993), französischer Film- und Theaterschauspieler
- Belmondo, Vittorio (1912–1962), italienischer Automobilrennfahrer
- Belmont, Albert (1875–1969), Schweizer Politiker (SP/KPS) und Gewerkschafter
- Belmont, Andrew, Condottiere und Söldnerführer
- Belmont, August (1813–1890), deutsch-amerikanischer Bankier und Politiker
- Belmont, August junior (1853–1924), amerikanischer Bankier, Pferderennstallbesitzer
- Belmont, Georges (1909–2008), französischer Schriftsteller, Journalist und Literaturübersetzer
- Belmont, Lara (* 1980), britische Schauspielerin
- Belmont, Leo (1865–1941), polnischer Journalist, Rechtsanwalt und Schriftsteller sowie Esperantist
- Belmont, Lilian (1894–1972), österreichische Bühnenschauspielerin, Schriftstellerin, Drehbuchautorin und Filmjournalistin
- Belmont, Oliver (1858–1908), US-amerikanischer Politiker
- Belmont, Perry (1851–1947), US-amerikanischer Politiker, Diplomat und Offizier
- Belmont, Véra (* 1932), französische Filmregisseurin, Drehbuchautorin und Filmproduzentin
- Belmont, Werner (1915–2011), Schweizer Werber
- Belmonte, Adolfo (* 1945), mexikanischer Radrennfahrer
- Belmonte, Andrea (* 1968), deutsch-italienischer Opernsänger (Tenor), Schlagersänger, Texter und Komponist
- Belmonte, Giovanni Battista, italienischer Maler
- Belmonte, Jaime (1934–2009), mexikanischer Fußballspieler
- Belmonte, Jakob Israel (1570–1629), Mitbegründer der Amsterdamer portugiesisch-jüdischen Gemeinde und Schriftsteller
- Belmonte, Juan (1892–1962), spanischer StierkämpferJuan Belmonte (1892–1962)

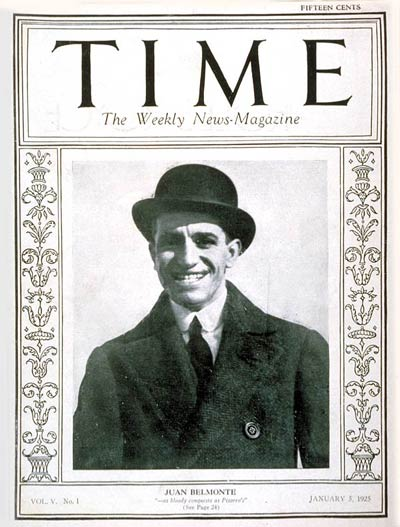
Juan Belmonte (1892–1962)

- Belmonte, Mireia (* 1990), spanische Schwimmerin
- Belmonte, Nicola (* 1987), italienischer Fußballspieler
- Belmonte, Salomon Abendana (1843–1888), deutscher Jurist und Politiker, MdHB
- Belmonte, Vicente, philippinischer Politiker
- Belmontes, Jerry (* 1988), US-amerikanischer Boxer
- Belmore, Edwige († 2015), französisches Model, Türsteherin und Sängerin
- Belmore, Lionel (1867–1953), britischer Film- und Theaterschauspieler sowie Stummfilmregisseur
- Belmore, Rebecca (* 1960), interdisziplinäre Anishinabe-Künstlerin
- Belmosto, Ottavio (1559–1618), italienischer Bischof und Kardinal